# Barbus petenyi
Barbus petenyi – gatunek słodkowodnej ryby z rodziny karpiowatych (Cyprinidae). W jego obrębie umieszczano występującą w Polsce populację, określaną zwyczajową nazwą brzanka.

## Klasyfikacja
Takson opisany naukowo w 1852 z Dunaju (Siedmiogród). Wkrótce został uznany za szeroko rozprzestrzeniony w górskich regionach dorzecza Dunaju oraz terenów przylegających.
Jego pozycja systematyczna wielokrotnie ulegała zmianie. Oryginalnie ryba ta opisana została jako gatunek, przez wielu autorów uznawana za podgatunek Barbus meridionalis (B. meridionalis petenyi) lub Barbus peloponnesius (B. peloponnesius petenyi), a pod koniec XX wieku ponownie podnoszona do rangi gatunku. Badania genetyczne wykazały, że od pliocenu w obrębie tego taksonu ewoluowały trzy populacje, różniące się wystarczająco, by sklasyfikować je jako odrębne gatunki. Takson Barbus petenyi został opisany na nowo w 2002 (neotyp: NMW–94602), a z jego dawnego znaczenia wyodrębniono dwa nowe gatunki: Barbus carpathicus i Barbus balcanicus.
Barbus petenyi (sensu Kotlik, 2002) jest odróżnialna od pozostałych gatunków z rodzaju Barbus na poziomie alleli mtDNA. Od bardzo podobnego morfologicznie B. balcanicus odróżnia ją ostrzej zakończony pysk, małe ciemnobrązowe plamy na grzbiecie, bokach ciała i – w mniejszym stopniu – na głowie.

## Zasięg występowania
Karpaty Wschodnie i Południowe na terenie Rumunii (dorzecze środkowego i dolnego biegu Dunaju) oraz Stara Płanina na Bałkanach – jedyne stanowisko poza dorzeczem Dunaju i jednocześnie południowo-wschodnia granica zasięgu. Północną granicę zasięgu zasiedlają populacje w Maruszy, a wschodnią – Cisy, na obszarze Siedmiogrodu.
Ryby z tego gatunku zasiedlają górne i środkowe odcinki małych rzek i strumieni, z szybko płynącą, czystą i dobrze natlenioną wodą.

## Cechy morfologiczne
Ciało wydłużone, wrzecionowate, o standardowej długości do 25 cm, pokryte łuskami cykloidalnymi, w linii nabocznej 48-55, otwór gębowy w położeniu dolnym, dwie pary wąsików. Płetwy parzyste zaokrąglone, płetwa ogonowa wcięta. Ubarwienie złociste z brunatnymi plamami na bokach, grzbiet brunatny.
Dymorfizm płciowy: płetwa odbytowa samic sięga poza nasadę płetwy ogonowej. Samce mają dłuższe płetwy parzyste.